# لطيفة أوشاكي
لطيفة اوشاكي (بالتركية: Latife Uşaklıgil)‏ (ولدت في 17 يونيو 1898 بإزمير، وتوفيت في 12 يوليو 1975 بإسطنبول) هي زوجة مصطفى كمال أتاتورك مؤسس جمهورية تركيا وأول رئيس جمهورية لها. ولكن لم يستمر زواجهما سوى عامين ونصف في الفترة من 29 يناير 1923 إلى 5 أغسطس 1925.

## سيرتها

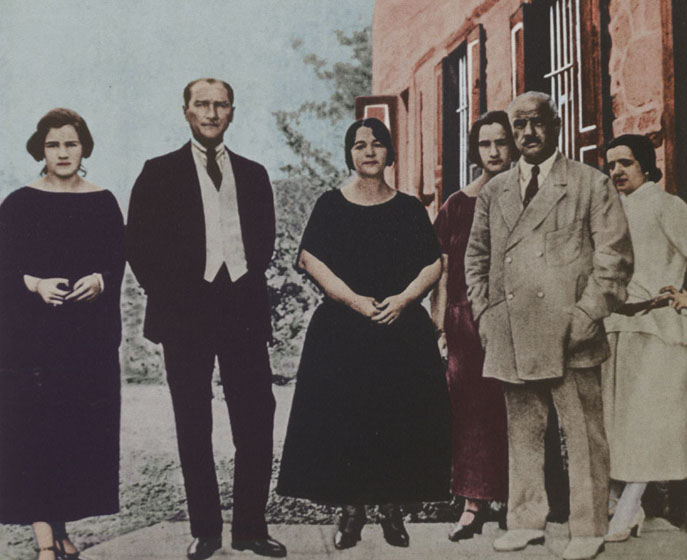
مصطفى كمال أتاتورك مع زوجته لطيفة اوشاكي واقاربهما

لطيفة أوشاكي ولدت في 17 يونيو 1898 في إزمير. وهي تنتمي إلى عائلة غنية ومشهورة في تركيا، حيث أنها نشأت في أوشاك زاده (المعروف الآن أوشكلي) وهي ابنة لمعمر بك وأدفية هانم، وكانت هي الابنة الكبرى وكان لديها خمسة أخوة وهما وهيجة (1907-1992)،إسماعيل (1902-1973)، منسى (1910-1932)، عمر (1903-1983)،رقية (1908-1970). وقد درست المرحلة الابتدائية بأسطنبول بأنرفوتكوى، ودرست المرحلة الاعدادية والثانوية في المدرسة الأمريكية. ودرست السياسة والحقوق في جامعة السوربون في باريس. وقد تعلمت بعض اللغات في لندن مثل:الإنجليزية، الفرنسية، الإسبانية، الألمانية. وعقب حرب سقاريا تركت الجامعة في عامها الثالث، وذهبت بعدها إلى إزمير مقابلة جيش المحافظين والغازي مصطفى كمال باشا.
وفي 11 سبتمبر 1922 عقب دخول الجيش التركي إلى إزمير، كانوا يبحثون عن مقر لهم في تركيا فاقترح مصطفى كمال أن يوهب قصره كمقر لهم في اوشكى زاده في جوزتابى. وبعد ذلك قام مصطفى كمال بتوجيه رسالة دعوة إلى لطيفة اوشاكي ووالدها في اوتش شاكى عندما كانوا في خارج الوطن للعودة إلى الوطن مرة أخرى. وتقبلت لطيفة هذا الاقتراح بامتنان، كتبت رسالة الدعوة واستضيفت في اجنحة قصر اتاتورك في خلال 20 يوم وبعد تعارفهما استمرت في التواصل معه باستمرار. ولكن بعدها بفترة بسبب مرض والدة مصطفى كمال زبيدة هانم ذهبت إلى ازمير واستقبلت في كوشك.
وفي 14 يناير عقب وفاة زبيدة هانم فقد قام مصطفى كمال اتاتورك بالتقدم إلى لطيفة اوشاكي من والدها معمر بك بعد ذهابه إلى ازمير، وتزوجها وكانت حفلة زواجهما تناسب عادات هذة الفترة من حيث البساطة واعدادت الفرح وكان من ضمن المدعوين لحضور الفرح مارشيل فوزى شاكمك، كاظم كارابيكر، مصطفى عبد الحق زيدا، وصالح بوزوك.

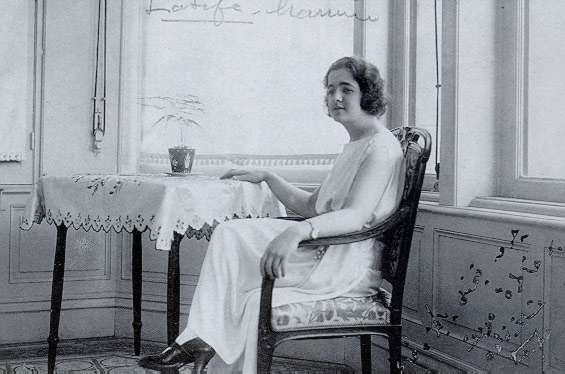
لطيفة اوشاكي 1923)

وقد أصبحت عاصمة الجمهورية التركية مدينة انقرة، وبعد ذلك فقد عاشوا في شاذكايا بجانب قلعة كشك وقد عرفت بعد ذلك بأسم متحف اتاتورك. وكانت لطيفة اوشاكي هي أول امرأة تنضم إلى الحزب وذلك لمتابعة وحضور الجلسات.ولكن بعد ذلك في عام 1925 انفصلا كل من لطيفة اوشاكي ومصطفى كمال وذلك بسبب حدوث العديد من الخلافات في العديد من المجالات واعلن ذلك في الصحافة وخاصة في مجلة الاناضول الشرقية.وقد نشر خبر الطلاق سريعا في كل الاجواء في تركيا في 12 أغسطس 1925 ونشرت في المجالات والصحف وأذيع خبر انفصالهما في الراديو كخبر عاجل وبيان هام بعد ذلك.
وقد عاشت لطيفة في ازمير وتركيا حتى وفاتها، ولكنها لم تقبل التصريح عن زواجها وعن طلاقها للصحف عن طريق الكتابة أو الحديث ووضحت ذلك في كل الأماكن. وفي 12 يوليو 1975 فقد زوجها حياته بسبب مروره بمرض سرطان الكبد عن عمر يناهز 77 عاما.
وقم تم نقل جنازته من مسجد تشفيك وذلك في مكان محيط به الهواء، التربة والذي اتخذ قرار نقلة نامك كمال شنتورك، ودفن بمقابر العائلة في ادنيز ناكب شهيدلك.وقد اخفيت العديد من المعلومات القيمة والخاصة بلطيفة في المجمع التاريخى التركي.
وطبقا للقانون فقد تحول لقب لطيفة إلى اوشاكي بعد ان نسب اسمها قبل ذلك إلى اتاتورك، ويعن اسم اوشاكي (العشاق). وكان موضوع تغيير اللقب من زوجها الذي تطلقت منه هو محور حديث المجتمع في هذه الفترة، ولكن تم اغلاق هذا الموضوع بعد بفترة وعاشت لطيفة اوشاكي بلقب عائلتها وعاشت بهذا المبدأ حياتها ولكن بعد ذلك بدأت تعرف لطيفة اوشاكي بلقب اخر خاطئ وهو اوشاكليجل 
وقد أقامت عائلتها العديد من المبانى في أزمير، ثم انتقلت ملكيتها بعد ذلك إلى لطيفة اوشاكي واحداهم كانت مقر الكلية التركية الخاصة بأزمير في جوزيستى حيث انه تحول بعدها إلى متحف واستعادت بعد ذلك إلى البلدية، واستفادت من الأعمال الثقافية التي كانت تقيمها كرشياكا.

## الكتب التي كتبت عن لطيفة اوشاكي
- جازى-لطيفة، عصمت بوزداغى، منشورات أخرى 1991

- قصة الزواج القصير التي كانت بين أتاتورك ولطيفة هانم اوشاكي والذي استمر 1000 يوم، نزيهة عراض، مطبعة الدنيا، 2005

- أسرار لطيفة هانم والمجمع التركي، محمد برسلان، مطبعة بيراى، 2005

- لطيفة هانم، أعمال ابيك، الكتاب الصادر،2006

- أوراق لطيفة هانم، فانج بيهان، منشورات بيجاسوس، 2007

- لطيفة تيزة، فانج بيهان، مستر صادق أوكى، منشورات بيجاسوس،2011

- انتى لستى لطيفة ولكن أفضل لطيفة، نزيهة اراز، منشورات اوزجور 2002

- لطيفة عاشقة أتاتورك، فاتح بيهان، كتاب برادوكس 2012

## معرض صور

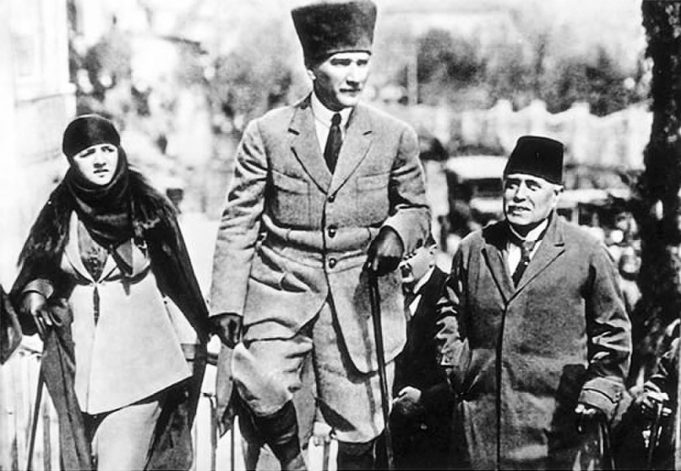
مصطفى كمال أتاتورك وزوجته لطيفة هانم ، 1923
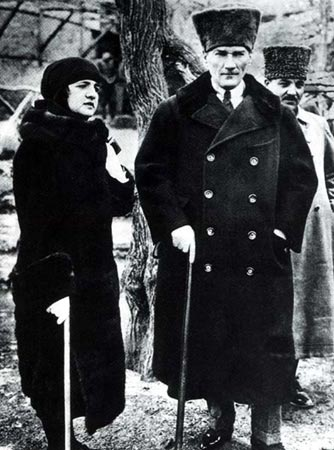
مصطفى كمال أتاتورك وزوجته لطيفة هانم ، 1923
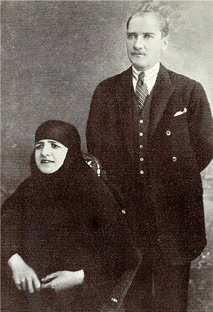
مصطفى كمال أتاتورك وزوجته لطيفة هانم ، 1923